# توماس رولر
توماس رولر (آلمانی: Thomas Röhler؛ زادهٔ ۳۰ سپتامبر ۱۹۹۱) یک پرتاب‌گر نیزه اهل آلمان است. از افتخارات وی میتوان وی می‌توان به کسب مدال طلای پرتاب نیزه در بازی‌های المپیک تابستانی ۲۰۱۶ اشاره کرد. رکورد او ۹۳٫۹۰ متر (مهٔ ۲۰۱۷) است که دومین رکورد در طول تاریخ پرتاب نیزه به شمار می‌رود و رکورد ملی آلمان محسوب می‌شود. رولر در سال‌های ۲۰۱۲، ۲۰۱۳، و ۲۰۱۵ به‌عنوان قهرمان ملی آلمان برگزیده شد.

## بهترین حدنصاب‌های رولر، از سال ۲۰۱۰ به‌بعد
- ۲۰۱۰: ۷۶٫۳۷ متر
- ۲۰۱۱: ۷۸٫۲۰
- ۲۰۱۲: ۸۰٫۷۹
- ۲۰۱۳: ۸۳٫۹۵
- ۲۰۱۴: ۸۷٫۶۳
- ۲۰۱۵: ۸۹٫۲۷
- ۲۰۱۶: ۹۱٫۲۸
- ۲۰۱۷: ۹۳٫۹۰